# 우리들의 시대에
우리들의 시대에(In Our Time)는 미국의 작가 어니스트 헤밍웨이의 첫 단편집이다. 제목은 성공회 기도서에 나오는 “하느님 우리들의 시대에 평화를 주소서.”라는 기도문에서 따온 것이다.
1923년 에즈라 파운드가 《더 리틀 리뷰》(The Little Review)에 발표한 산문 여섯 편을 바탕으로 한다. 이후 열두 편을 추가하여 1924년 파리에서 《우리들의 시대에》(in our time, 소문자)라는 제목으로 출간되었다. 1925년 보니 앤드 리버라이트에서 〈인디언 부락〉과 〈두 개의 심장을 가진 큰 강〉 등을 포함한 14편의 단편을 추가한 《우리들의 시대에》(In Our Time, 대문자)를 출간하였다. 1930년에는 단편 〈스미르나의 부두에서〉를 추가하여 스크리브너스에서 재출간하였다. 1924년 이전에 출간된 판은 분량을 따져볼 때 삽화나 소품에 해당하는 스케치 또는 비네트(vignette) 정도에 해당한다고 볼 수 있다.

## 구성

### 1924년판
1924년판은 18개의 비네트로 구성되어 있다. 이 중 5개(제1, 4, 5, 7, 8장)는 제1차 세계 대전, 6개(제2장 및 제12~16장)는 투우에 대해 다루고 있으며 나머지는 뉴스 이야기를 주제로 한다. 가장 분량이 긴 제 10장은 적십자 간호사와 군인들 사이의 불륜 관계에 대해 묘사하고 있는데, 이는 헤밍웨이가 밀라노의 적십자 병원에서 머물면서 만난 첫 사랑인 간호사 애그니스 폰 커로우스키와의 기억에서 비롯된 것이다. 캔자스 시의 강도 살인 사건에 대한 글은 헤밍웨이가 《캔자스 시티 스타》에서 기자로 취재하며 쓴 기사에서 비롯되었으며, 그 다음으로는 시카고의 폭력배 샘 카르디넬리(Sam Cardinelli)의 공개 교수형에 대한 글도 실려 있다. 마지막 장은 1922년 9월 11일 혁명 중 그리스의 콘스탄티노스 1세와 조피 폰 프로이센 왕녀를 인터뷰한 내용이 담겨 있다.

### 1925년판
1925년판은 단편 소설 〈인디언 부락〉과 〈의사와 의사의 아내〉로 시작된다. 주제적으로 연결된 두 작품은 미시간주를 배경으로 닉 애덤스을 소개한다. 첫 번째 단편에서 닉은 제왕절개와 자살을 목격하고, 두 번째 이야기는 부모님 사이의 갈등을 경험한다. 다음 이야기인 〈어떤 일의 끝〉은 닉과 여자친구와의 이별을 다루고,  〈사흘간의 폭풍〉은 친구와 술에 취해 벌어지지는 이야기를 다루고, 〈싸우는 사람〉에서는 닉은 우연히 격투기 선수를 만나면서 벌어지는 일을 중심으로 이야기가 펼쳐진다. 11924년판에서 가장 긴 비네트였던 〈매우 짧은 이야기〉가 그 뒤를 잇고, 오클라호마를 배경으로 한 〈병사의 고향〉과 이탈리아를 배경으로 한 〈혁명당원〉이 이어진다. 〈엘리엇 부부〉, 〈빗속의 고양이〉, 〈철이 지난〉 세 작품은 유럽을 배경으로한 불행한 결혼 생활을 자세히 묘사하고, 이후 스위스를 배경으로 닉이 다시 등장하는 〈세상을 덮은 눈〉이 수록되어 있다. 〈늙은 내 아버지〉는 이탈리아와 파리의 경마에 대한 이야기이며, 2부작으로 이루어진 〈두 개의 심장을 가진 큰 강〉으로 책은 끝난다. 비네트들은 순서를 바꾸어 각 단편들 사이에 배치되어 수록되었다.
- 〈스미르나의 부두에서〉(On the Quai at Smyrna)
- 〈인디언 부락〉(Indian Camp)
- 〈의사와 의사의 아내〉(The Doctor and the Doctor's Wife)
- 〈어떤 일의 끝〉(The End of Something)
- 〈사흘간의 폭풍〉(The Three-Day Blow)
- 〈싸우는 사람〉(The Battler)
- 〈매우 짧은 이야기〉(A Very Short Story)
- 〈병사의 고향〉(Soldier's Home)
- 〈혁명당원〉(The Revolutionist)
- 〈엘리엇 부부〉(Mr. and Mrs. Elliot)
- 〈빗속의 고양이〉(Cat in the Rain)
- 〈철이 지난〉(Out of Season)
- 〈세상을 덮은 눈〉(Cross-Country Snow)
- 〈늙은 내 아버지〉(My Old Man)
- 〈두 개의 심장을 가진 큰 강〉 (Big Two-Hearted River)

## 한국어판 출판 내역
다음은 《우리들의 시대에》의 한국어판 출판 내역이다. 미국소설학회의 표준 번역명은 《우리들 시대에》이나 해당 명칭으로 실제 출간되지는 않았다.
- 《우리들의 時代에》. 번역 양병택. 휘문출판사. 1968; 삼중당. 1975; 한영출판사. 1976.
- 《우리들의 時代에》. 번역 김병옥. 대양서적. 1973.
- 《우리들의 時代에》. 번역 송병택. 동서문화사. 1973.
- 《우리 시대에》. 번역 박경서. 아테네. 2006. ISBN 9788995765821; 2010. ISBN 9788994305004.
- 《우리들의 시대에》. 번역 김성곤. 시공사. 2012. ISBN 9788952764553.

## 참고 문헌
- Hemingway, Ernest (2013). 《헤밍웨이 단편선 2》. 번역 김욱동. 민음사. ISBN 8937496135.
- Oliver, Charles (1999). Ernest Hemingway A to Z: The Essential Reference to the Life and Work (영어). New York: Checkmark Publishing. ISBN 978-0-8160-3467-3.
- Mellow, James (1992). Hemingway: A Life Without Consequences (영어). Boston: Houghton Mifflin. ISBN 978-0-395-37777-2.
- Cohen, Milton (2012). Hemingway's Laboratory: The Paris 'In our Time' (영어). Tuscaloosa: Alabama University Press. ISBN 978-0-8173-5728-3.
- 이봉환; 변문균 (2015). “김병철의 헤밍웨이소설 번역작업의 자구 해석적 등가성의 한계”. 《현대영미어문학》 (현대영미어문학회) 33 (3).
- “헤밍웨이 작품명 번역 통일안”. 미국소설학회. 2023년 3월 4일에 확인함.